# ФК ПИК Сомбор
ПИК Сомбор је некадашњи фудбалски клуб из Сомбора, основан 29. јула 1964. године, угашен 2000 године. Први председник клуба био је Јован Кесејић . У другој половини 1976. године, клуб мења име у ПК Сомбор а 16. јула 1996. године у ФК Сомбор.

## Такмичење
Клуб је примљен у чланство 22. септембра 1964. године заједно са још пет новооснованих фудбалских клубова из салашких насеља Сомборске општине: ФК „Застава” (Билић), ФК „Младост” (Ленија), ФК "Шикара (Шикара), ФК „Ненадић” (Ненадић) и ФК „Козара” (Козара). ПИК се заједно са њима укључује у такмичење „Слашарске лиге”, осмом рангу фудбалског такмичења СФР Југославије. У дебитантском такмичењу тадашња екипа ПИК-а заузеће друго место са освојених 17 бодова, седам мање од првопласиране „Шикаре” и као другопласирани тим пласираће се у Међуопштинску лигу. 
Први велики успех клуб остварује у сезони 1968/69. године када осваја прво место у Подручној лиги Сомбор (42 бода). 
Наредних осам година клуб се такмичио у Бачкој лиги (четвртом рангу) а најбољи пласман, у осам година такмичења, ПИК је остварио у сезони 1970/71. заузевши шесто место на табели. У нижи ранг, Међуопштинску лигу, клуб из Сомбора испашће после сезоне 1976/77. да би у сезони 1979/80. као другопласирани тим на табели, заједно са Граничаром из Риђице, изборио повратак у четврти ранг. Наредних пет година ПК Сомбор се тамичи у четвртом рангу да би 1984/85. године поново испао у сомборско подручје. У сезони 1988/89. екипа из Сомбора се за прво место у Подручној лиги борила са екипом из Станишића, и „захваљујући” нелогичном одузимању два бодова екипи ФК Станишић, сомборци први пролазе кроз циљ. 
У дебитантској сезони Бачке лиге (која је тад била пети ранг такмичења) тим ПК-а осваја четврто место (32 бода), које понавља и наредне сезоне (28 бодова). У трећој такмичарској години сомборци освајају прво место (50 бодова) и заједно са другопласираним ФК Липар (46) пласирају се у Војвођанску лигу. 
У Војвођанској лиги ПК Сомбор наступа две године. У првој је заузео 12. место са осовојених 32 бода а у другој 14. место са осовојених 25 бодова након чека је играо квалификације за опстанак у лиги. Противник екипи из Сомбора био је „Солунац Б&М Јерковић” из Карађорђева. У првом мечу у Сомбору било је без голова, да би у реваншу, домаћи „Солунац” био убедљив са 4:1.
После испадања из Војвођанске лиге 1994. године клуб није имао снаге и почео је да посрће. У наредним такмичарским годинама једва је опстајао и у Подручној лиги да би лета 2000. године заузео последње место на табели и испао у најнижи ранг, где је последњи пут био од свог покретања, 1964. године. Након пресељења у најнижи ранг фудбалског такмичења, клуб се угасио.

## Занимљивости
- Постојао је и Шах Клуб „ПК Сомбор”.
- Група сомборских фудбалских ентузијаста је 2021. године  ОФК Шикару, из истоименог сомборског насеља, преместила на стадион "Крај Канала" (некадашњи стадион ПИК-а) и преименовала у ФК "ПИК Сомбор". Нови клуб није правни наследник некадашњег фудбалског клуба Пољопривредног Комбината Сомбор и не треба их поистовећивати. Клуб је престао са радом у лето 2023. године.

## Тренери
- 1966  Рока Војнић
- 1969  Рока Војнић [5]
- 1980  Фрања Лукић
- 1988  Томислав Радаковић
- 1989  Радивој Поповић
- 1991  Павле Врга и Стеван Поздер
- 1993  Фрања Лукић
- 1994  Павле Врга и Милоје Павличић
- 1994  Ђорђе Зарић

## Успеси
- Бачка лига
Освајач: 1991/92.
- Подручна лига Сомбор
Освајач: 1968/69, 1988/89.